# Eudontomyzon
Eudontomyzon ist eine Gattung der Neunaugen (Petromyzontiformes). Sie enthält sowohl parasitische oder räuberische als auch nicht-parasitische Arten. Ferner gibt es in der Gattung sowohl wandernde als auch nicht-wandernde Vertreter.

## Merkmale
Charakteristisch für die Gattung ist das Vorhandensein von 1–6 Reihen exolateraler Zähne an der Mundscheibe. Diese können beim Drin-Bachneunauge allerdings auch fehlen und bei Vertretern der Gattungen Lampetra und Lethenteron auftreten.

## Arten
Derzeit werden 5 beschriebene Neunaugen-Arten zur Gattung Eudontomyzon gestellt:
- Donauneunauge (Eudontomyzon danfordi Regan, 1911)
- Ukrainisches Bachneunauge (Eudontomyzon mariae (Berg, 1931))
- Eudontomyzon morii (Berg, 1931)
- Drin-Bachneunauge (Eudontomyzon stankokaramani Karaman, 1974)
- Donaubachneunauge (Eudontomyzon vladykovi Oliva & Zanandrea, 1959)